# Lepanthes hondurensis
Lepanthes hondurensis är en orkidéart som beskrevs av Oakes Ames. Lepanthes hondurensis ingår i släktet Lepanthes och familjen orkidéer. Inga underarter finns listade i Catalogue of Life.